# Чэнду Блейдс
«Чэнду́ Блэ́йдс» (кит. 成都天诚) — бывший китайский футбольный клуб из города Чэнду провинции Сычуань, выступавший во Вторая лиге. В сезоне 2011 команда получила возможность выступать в Суперлиге. Клуб был основан 26 февраля 1996 года и ранее назывался «Чэнду Уню» («Пять быков» кит. 五牛). В названии использовалось оригинальное название спонсора команды — «Сигаретная компания Уню». С 11 декабря 2005 года английский профессиональный клуб «Шеффилд Юнайтед» вступил во владение китайским клубом, что и отразилось в названии. Сотрудничество продолжалось до 2010 года. «Чэнду Блэйдс» стала первой командой в истории китайского футбола, в которую инвестировал крупный зарубежный клуб.
По итогам сезона 2011 года в Суперлиге клуб занял предпоследнее 15-е место и вылетел в Первую лигу.

## История

### Основание клуба
Клуб был основан 26 февраля 1996 года и первоначально выступал под названием «Чэнду Уню» в третьем по значимости дивизионе Китая. По итогам выступлений 25 сентября 1997 года команда добилась повышения в классе, заняв по итогам розыгрыша второе место.

### Изменение названия
Начало нового века и нового сезона команда встретила с новым названием «Чэнду Уню Готэн», однако оно ознаменовалось худшим стартом в истории клуба, сюда вошло и гостевое поражение от «Гуанчжоу Аполло» со счётом 5-0. Тем не менее, команда смогла закончить сезон на 8 месте.

### Скандалы
Команда начала сезон 2001 года из серии восьми матчей без проигрыша и закончила сезон на третьем месте, однако сезон был омрачен обвинениями в договорных матчах, в которых были заподозрены четыре клуба, включая «Чэнду». Внимание привлекли рекордная победа над командой «Сычуань Мяньян Тайцзи» со счётом 11-2 и гостевая победа 4-2 над «Цзянсу Шуньтянь». Под подозрение попали тренеры и игроки ещё двух команд, всем было запрещено заниматься футбольной деятельностью в течение одного года. Кроме того, все пять команд получили три месяца на реформирование деятельности и подачу новой заявки на участие в соревнованиях на следующий сезон в Китайскую футбольную ассоциацию (CFA). Доказательства были собраны только по клубу «Сычуань Мяньян Тайцзи», которые в качестве наказания были переведены в низшую лигу. Проблемы регулярного чемпионата отразились и на кубковых матчах, в розыгрыше которого «Чэнду» проиграла в гостях команде «Тяньцзинь» из первой китайской лиги со счётом 2-1.
23 февраля 2010 года команда из Чэнду была уличена в проведении договорных матчей и отправлена в Первый китайский дивизион, хотя в предыдущем сезоне заняла высокое 7-е место.

## Реформы в клубе

### Внешнее управление
«Чэнду Уню» вновь сменила название в январе 2006 года, когда главным спонсором команды стал английский футбольный клуб «Шеффилд Юнайтед». Новая эмблема клуба во многом сходна с аналогичной эмблемой «Шеффилд Юнайтед». Кроме того, вторая часть названия команды из Чэнду (Блэйдс, англ. Blades) отражает прозвище первой команды — Клинки. «Чэнду Блэйдс» здорово прибавила в зрелищности и игре, и к концу сезона заняла 4-е место, что являлось вторым результатом за всю историю выступлений. Молодёжный состав команды выступает под названием «Шеффилд Юнайтед» (Гонконг) для привлечения внимания к основной сборной и рекламы главного спонсора.
Построением уникальной модели развития футбола в «Шеффилд Юнайтед» занимается исполнительный директор компании «Sheffield United International Group» Майкл Фарнан. Под его руководством развиваются два проекта в Китае и Венгрии, которые являются международными коммерческими проектами. Кроме покупки клубов, модель предполагает и участие в функционировании национальных футбольных ассоциаций и лиг. «Sheffield United International Group» также партнер Австралийского чемпионата.

### Борьба за попадание в Суперлигу
Команда вернулась в Суперлигу после того, как в сезоне 2010 года финишировала второй в Первой Лиге, уступив победителю, Гуанчжоу всего одно очко. Однако, несмотря на успешное выступление, в сезоне клуб испытывал финансовые трудности.

## Сезон 2011 года
При подготовке к сезону команда взяла в аренду нескольких футболистов, представляющих прошлогоднего аутсайдера, «Чунцин Лифань». Кроме того, австралийский тренер пригласил в команду часть игроков, представляющих чемпионат «зеленого континента».

## Результаты
- По итогам сезона 2012 года

За всё время выступлений
| Сезон    | 1996 | 1997 | 1998 | 1999 | 2000 | 2001 | 2002 | 2003 | 2004 | 2005 | 2006 | 2007 | 2008 | 2009 | 2010 | 2011 | 2012 | 2013 | 2014 |
| -------- | ---- | ---- | ---- | ---- | ---- | ---- | ---- | ---- | ---- | ---- | ---- | ---- | ---- | ---- | ---- | ---- | ---- | ---- | ---- |
| Дивизион | 3    | 3    | 2    | 2    | 2    | 2    | 2    | 2    | 2    | 2    | 2    | 2    | 2    | 2    | 1    | 1    | 2    | 2    | 2    |
| Место    | 3    | 2    | 8    | 6    | 9    | 3    | 9    | 6    | 13   | 11   | 4    | 2    | 13   | 7    | 2    | 15   | 8    | 14   | 15   |

- Номер 18 был закреплен за заслуги перед провинцией Сычуань за нападающим клуба Яо Ся, который выступал в сезонах 2005—2010 годов[6].